# Cantonul Ossun
Cantonul Ossun este un canton din arondismentul Tarbes, departamentul Hautes-Pyrénées, regiunea Midi-Pyrénées, Franța.

## Comune
| Comune           | Populație (1999) | Cod poștal | Cod INSEE |
| ---------------- | ---------------- | ---------- | --------- |
| Averan           | 65               | 65380      | 65052     |
| Azereix          | 977              | 65380      | 65057     |
| Barry            | 112              | 65380      | 65067     |
| Bénac            | 473              | 65380      | 65080     |
| Gardères         | 381              | 65320      | 65185     |
| Hibarette        | 241              | 65380      | 65220     |
| Juillan          | 3 903            | 65290      | 65235     |
| Lamarque-Pontacq | 645              | 65380      | 65252     |
| Lanne            | 507              | 65380      | 65257     |
| Layrisse         | 148              | 65380      | 65268     |
| Loucrup          | 202              | 65200      | 65281     |
| Louey            | 986              | 65290      | 65284     |
| Luquet           | 305              | 65320      | 65292     |
| Orincles         | 261              | 65380      | 65339     |
| Ossun            | 2 325            | 65380      | 65344     |
| Séron            | 223              | 65320      | 65422     |
| Visker           | 331              | 65200      | 65479     |